# Kevin Sands
Kevin Sands je kanadský spisovatel a fyzik, který se prosadil díky mysteriózním románům pro mládež.
Kevin Sands se chtěl stát hercem, ale nakonec vystudoval teoretickou fyziku. Poté pracoval profesionálně jako vědec, konzultant managementu, učitel a hráč pokeru, než začal psát. V roce 2015 vydal první díl série Alchymistova šifra (The Blackthorn Code), další díly následovaly. V roce 2021 začal dávat novou sérii, Zloději stínu
Kevin Sands žije v Torontu v Kanadě . 

## Dílo

### Série Alchymistova šifra
- 2015 Alchymistova šifra (The Blackthorn Key, česky 2017)
- 2016 Alchymistova šifra: Znamení moru (The Blackthorn Key – Mark of the Plague, česky 2018)
- 2017 Alchymistova šifra: Temná kletba (The Blackthorn Key – The Assasin's Curse, česky 2018)
- 2018 Alchymistova šifra: Volání přízraku (The Blackthorn Key – Call of the Wraith , česky 2019)
- 2021 Alchymistova šifra: Zrádcova dýka (The Blackthorn Key – The Traitor's Blade, česky 2021)
- 2023 Alchymistova šifra: Havranova pomsta (The Blackthorn Key – The Raven's Revenge, česky 2023)

### Zloději stínu
- 2021: Zloději stínu – Pod ochranou lišky (Children of the Fox – A Thieves of Shadow Novel, česky 2022)
- 2022: Zloději stínu – Tajemství dračích mečů (Seekers of the Fox, česky 2023)
- 2023: Champions of the Fox  (česky dosud nevyšlo)